# Famille de Montpellier
Pour les articles homonymes, voir Montpellier (homonymie).
La famille de Montpellier olim Servais est une famille subsistante de la noblesse belge, anoblie en 1743 par lettres patentes. Sa filiation prouvée remonte à Thomas Servais ou Servay, prêtre et chapelain de Sainte Gertrude de Nivelles en 1460 qui teste en 1483, dont un fils naturel Vespasien Servais obtint en 1505 des lettres de Légitimation. Connu ensuite sous le nom de Jean Servais dit « de Montpellier » pour avoir étudié à l'université de cette ville (nom que ses descendants conservèrent), celui ci devint médecin et chirurgien et fut reçu bourgeois de Namur en 1498. Dans une copie de 1590 d'un acte de 1516 Jean de Montpellier est cité comme « homme de loy et de lignage » du comté de Namur. La famille de Montpellier forma à partir du XVIIe siècle une lignée de maîtres de forges et fut au XVIIIe siècle à l'origine des jardins d'eau du château d’Annevoie.

## Origine
On trouve des porteurs du nom « Servays » ou « Servais » à Nivelles dès le milieu du XIVe siècle : en novembre 1354, Colart Servays, ou Servais prit en accense une maison à Nivelles. Leurs descendants portaient les armes d'or à la fasce de gueules que l'on retrouvent portées par la famille de Montpellier, additionnées de trois têtes de maures.
La famille de Montpellier qui portait autrefois le nom « Servaix » ou « Servais » a une filiation prouvée qui remonte à un prêtre et chapelain du chapitre Sainte-Gertrude de Nivelles en 1460, nommé Thomas Servais ou Servay dont le fils naturel Vespasien Servais fut légitimé en 1505.
Premiers degrés de la filiation
- Thomas Servais[3] ou Servay[4] († 1483/1484), prêtre et chapelain du chapitre Sainte-Gertrude de Nivelles en 1460-1461, receveur des communs chapelains en 1470-1479, teste le 22 septembre 1483 en faveur de ses confrères. Il a de Magdeleine Dame-Ade[2] ou de Damas[3] qui teste le 5 juillet 1480, plusieurs enfants illégitimes des deux sexes[2].
- Vespasien Servais, connu ensuite comme Jean Servais dit « de Montpellier » (ca 1470-1532) pour avoir étudié à l'université de cette ville à la fin du XVe siècle. En 1505 Vespasien Servais, fils de Thomas Servais, prêtre et de Magdelaine Dame-Ade[2] ou de Damas[3] fut légitimé par lettres de Philippe Le Beau[5],[6].

Médecin et chirurgien, avoué de Bouge et de Beez, Jean Servais dit de Montpellier est reçu à la bourgeoisie de Namur le 12 octobre 1498. Il achète le 20 avril 1513 le fief de La Motte et la Tour à Hannêche, le 15 février 1518 le fief du Grand Wangnaige à Jallet, et le 5 octobre 1524, il acquiert les avoueries de Bouge et Beez à Gilles de La Ruelle,. Il épouse Marie Caillet d'une famille de bouchers de Namur, puis Marie de Herlenvaulx, veuve d'Antoine de Glymes, écuyer. Il meurt en 1532 et est enterré dans le cloître du couvent des Récollets à Namur sous une pierre qui porte un écu comportant une fasce accompagnée de trois têtes de maures tortillées, deux en chef et une en pointe et timbré d’un heaume orné de lambrequins.
« Maistre Jean de Montpellier » est cité parmi dix-sept « hommes de loy et de lignage » du comté de Namur dans une copie authentifiée de 1590 d'une sentence du 14 avril 1516 reconnaissant la qualité d’homme de loy et de lignage à Jean de Fernelmont dit de Longchamps; ladite copie fournie dans le cadre de la grande enquête de 1589-1590 sur les familles lignagères du comté de Namur. Les hommes de loy et de lignage du comté de Namur, descendants de chevaliers par les femmes en ligne légitime (les enfants illégitimes ne pouvaient transmettre la noblesse à leurs descendants, sauf à être légitimés), jouissaient jusqu'au XVIIe siècle dans le comté de Namur d'un statut social intermédiaire entre la noblesse proprement dite et la roture, qui leur donnait les privilèges de la noblesse jusqu'à la septième génération à partir du chevalier
- Maître Godefroy Servais dit de Montpellier[12] ou de Montpellier[26], chirurgien, avoué de Bouge et de Beez, fils de maître Jehan Servais dit de Montpellier, est fieffé en 1533 à Hânneche où il relève le 19 février 1533, le fief de la Tour[27]. Le 19 février 1541, il relève les avoueries de Bouge et Beez par décès de Jehan, son père et de Maroie Caillet, sa mère, puis il la transporte à Peronne de Glimes[12]. Reçu bourgeois de Namur le 4 septembre 1531, il épousa Saincte Labouga. Il se fixa vers 1540 à Châtelet « avec femme et enfants ». La famille se réinstalla à Namur vers 1666 avec son arrière-petit-fils Jean[28]. Godefroy était encore vivant et chirurgien en 1553[29]. Dont Jean qui suit.
- Jean Montpellier[30] alias Jean de Montpellier, son fils (ca 1532-ca 1596), tanneur à Châtelet[30] bourgmestre de Châtelet en 1590-91, épousa Catherine Cramme, d'une famille de maîtres potiers de Châtelet[31]. Dans les comptes des impôts établis sur les commerçants de Châtelet pour 1588-1589, les pécules des vins obtenus par maître Jean de Montpellier sont de 195 florins[32]. En 1590-1591, Jean Montpellier est bourgmestre de Châtelet avec Nicolas Jehanson[33]. En 1592, il tenait une tannerie à Châtelet[30]. Selon  le mémoire de licence de G. Furnemont, Il est cité en 1600 (après la date de sa mort présumée vers 1596) comme maître de forges à Châtelet[34]. Ils eurent entre autres :
- Pierre Montpellier[35],[36] alias Pierre Antoine de Montpellier (ca 1580-1643), bourgeois et marchand de fer à Châtelet[36], fils du précédent, épousa vers 1606-08 Jeanne de Salengré puis en 1625 Jeanne de Rouillon dite Castaigne[35], issue d'une famille Rouillon anoblie plus tard en 1708[37],[38]. Ces derniers eurent sept enfants dont Jean qui suit[39].
- Jean de Montpellier (1634-1705), seigneur d’Yvoir, châtelain et fieffé à Annevoie, marchand de fer et maître de forges à Couillet, Yvoir, Houx, Vezin (Sclaigneaux), Annevoie et Godinne. En 1688, il devint seigneur d'Yvoir et y édifia le noyau de l’actuel château[3]. Selon Marc Belvaux, « Il fut, semble-t-il, le premier maître de forges de la famille, exploitant plusieurs établissements sidérurgiques à Yvoir dont il devint seigneur et y édifia le noyau de l’actuel château »[3]. Louis Philippe Darras (Histoire de la ville de Châtelet) indique qu'en 1669, le maître de forges Jean Montpellier, de Châtelet y louait la franche-chambre pour y exercer le commerce de clous[40]. Il épousa en 1666 Anne Rigaud  dont il eut Pierre-Antoine (1669-1723), seigneur d’Assesse, Sorinne-la-Longue et Jassogne, auteur d'une branche éteinte au XVIIIe[3]. Il épouse en secondes noces Marie de Halloy, dont Jean qui suit[39].
- Jean de Montpellier (1679-1740), seigneur d’Yvoir, châtelain et fieffé à Annevoie, maître de forges Yvoir, Houx, Annevoie, Vezin (Sclaigneaux), Thy-le-Château, Bouffioulx, Burnot, Yves-Gomezée (Saint-Lambert), Fairoul, Monceau et Marchienne-au-Pont (Zône), chambellan héréditaire du comté de Namur et mayeur des ferrons de la province de Namur. Selon Corneille Stroobant, il épousa Jeanne Françoise Bilquin[41], fille de Guillaume Bilquin[42] (ou de Bilquin, sa pierre tombale n'indique pas de particule)[43], maître de forges, par acquisition seigneur de Bioul, Marchienne-au-Pont et Mont-sur-Marchienne[44] (il prend alors la qualité d'écuyer) et de Marie-Agnès de Baillencourt, dame de Hommelbrouck, dont, entre autres, Charles-Alexis et André-Joseph :
- Charles Alexis de Montpellier d'Annevoie (1717-1807), écuyer, seigneur d'Annevoie, Rouillon, Ambresin et Ambresineau, Celles à Vedrin, membre de l'État noble et chambellan héréditaire du comté de Namur, mayeur des ferrons, grand bailli de Montaigle, maître de forges à Annevoie, Bomerée, Boussu-lez-Walcourt (Feronval), Vezin (Sclaigneaux), Thy-le-Château, Bouffioulx, Burnot, Yves-Gomezée (Saint-Lamert), Fairoul, Marchienne-au-Pont (Zône), Monceau et Salzinnes, créateur des jardins d'eau d'Annevoie. Marié en 1774 à Marie Thérère Lambertine (de) Vivier, dame de Celles (Vedrin), dont descendance[39], entre autres :
  - Nicolas-Charles de Montpellier d'Annevoie (1755-1813), écuyer, seigneur d'Annevoie, Rouillon et Rosseignies, puis maire d'Annevoie, maître de forges à Annevoie, Bomerée, Boussu-lez-Walcourt (Feronval), Vezin (Sclaigneaux), Thy-le-Château, Bouffioulx, Burnot, Yves-Gomezée (Saint-Lamert), Fairoul, Marchienne-au-Pont (Zône), Monceau et Salzinnes, artiste-peintre . Marié en 1789 à Anne-Thérèse de Neyboum, dame d'Hulplanche, La Grande Arse et Rosseignies, d'une famille d'origine suédoise, dont descendance : les Montpellier d'Annevoie[39]:
  - Lambert-Alexis de Montpellier (1757-1834), écuyer, seigneur d'Ambresin, Ambresineau, Fooz, Haye-à-Fooz et Wépion, membre du conseil général du département en 1800, maire de Wépion, maître de forges. Sans alliance.
  - Jean-François-Adrien de Montpellier de Vedrin (1758-1819), écuyer, propriétaire de l'ancienne seigneurie de Celles (Vedrin), maire puis bourgmestre de Vedrin, épousa en 1801 Henriette de Séverin. Ils sont les ancêtres des barons de Montpellier de Vedrin.
- André-Joseph de Montpellier de Senenne (1718-1775), écuyer, seigneur de Senenne, Onthaine, Fontenelle et Hennegau, licencié ès lois, avocat au Conseil de Namur, maître de forges, épousa Eulalie (de) Jacquier de Virelles, dont postérité éteinte en 1824.

Charles Alexis de Montpellier et son frère André Joseph de Montpellier furent anoblis par lettres patentes du 9 janvier 1743 de la reine et future impératrice Marie Thérèse.
La famille se divisa en quatre branches principales : Montpellier d’Yvoir (éteinte en 1781), Montpellier d’Annevoie (avec ses rameaux dits d’Annevoie, de Rouillon et de Denée), Montpellier de Vedrin et Montpellier de Senenne (branche d’Onthaine, éteinte en 1824). La ligne aînée des Montpellier d'Annevoie a en outre relevé le nom « Hennequin de Villermont » en qualité de derniers descendants de cette famille éteinte en Belgique.

## Maîtres de forges dans le comté de Namur
Du XVIIe siècle et jusqu’à la seconde moitié du XIXe siècle (dernier établissement fermé en 1867, à Annevoie), la famille de Montpellier forma une lignée de marchands de fer puis de maîtres de forges. Elle exploita de nombreuses usines, notamment à Annevoie (En-Haut et En-Bas), Anhée (Moulins), Bouffioulx, Châtelet, Couillet, Burnot, Fairoul, Boussu-lez-Walcourt (Feronval), Godinne (Chaveau), Houx, Marchienne-au-Pont (Zone), Monceau, Montigny-le-Tilleul (Bomerée) Rouillon, Salzinnes, Thy-le-Château, Vezin (Sclaigneaux), Yves-Gomezée (Saint-Lambert), Yvoir (forges Gobeau, Hamaide, Redeau, Jean Tournon, Marteau Jean, Marteau Feullien, forge Henry et forge Houyette). Au XIXe siècle, les Montpellier possédaient également des usines et batteries de cuivre à Arbre, Burnot, Rivière et Namur.

## Illustrations
La famille de Montpellier donna deux bourgmestres de Châtelet : Jean  (de) Montpellier en 1590-1591 et Lambert (de) Montpellier en 1657-1658. Elle donna au XVIIIe siècle deux chambellans héréditaires du comté de Namur, deux mayeurs des ferons, un grand-bailli de Montaigle, un membre de l’État noble du comté de Namur et deux chanoines de la cathédrale de Namur. Aux XIXe et XXe siècles, elle donna un colonel commandant de volontaires namurois aux combats de 1830, un évêque ultramontain de Liège, un gouverneur de la province de Namur, trois membres de la chambre des représentants, un professeur de l’université catholique de Louvain membre de l’Académie royale de Belgique, un procureur du Roi de Namur et des héros durant les deux guerres mondiales. 

## Terres et propriétés
Sous l’Ancien régime, la famille a possédé les fiefs de La Tour de Hannêche (1513), du Grand Wangnaige à Jallet (1518), les avoueries de Bouge et de Beez (1524), les seigneuries d'Yvoir (1688), Jassogne (1706), Assesse (1717), Sorinne-la-Longue (1717), Hennegau (sous Hasselt - 1725), Onthaine (< 1747), Senenne (< 1747), Ambresin (1753), Ambresineau (1753), Anhée-Grange-Senenne (1755), Annevoie (1758), Rouillon (1758), Fontenelle (1759), Celles (à Vedrin - 1771), Rosseignies (1781) , Fooz (1792), Haye-à-Fooz (1792) et Wépion (1792).
Ses anciennes demeurent les plus connues sont les châteaux d’Annevoie, Arbre (châteaux d'En-Haut et de Marteau-Longe), Boninne, Boussu-en-Fagne, Denée (château et château-ferme), Erpent-Val, Fooz, Hannêche (La Tour), Onthaine, Rouillon, Sorinne-la-Longue, Vedrin et Yvoir, et à Namur les hôtels particuliers de Namur d'Elzée, Bouhon et de la Rigauderie.
Les Montpellier et Annevoie

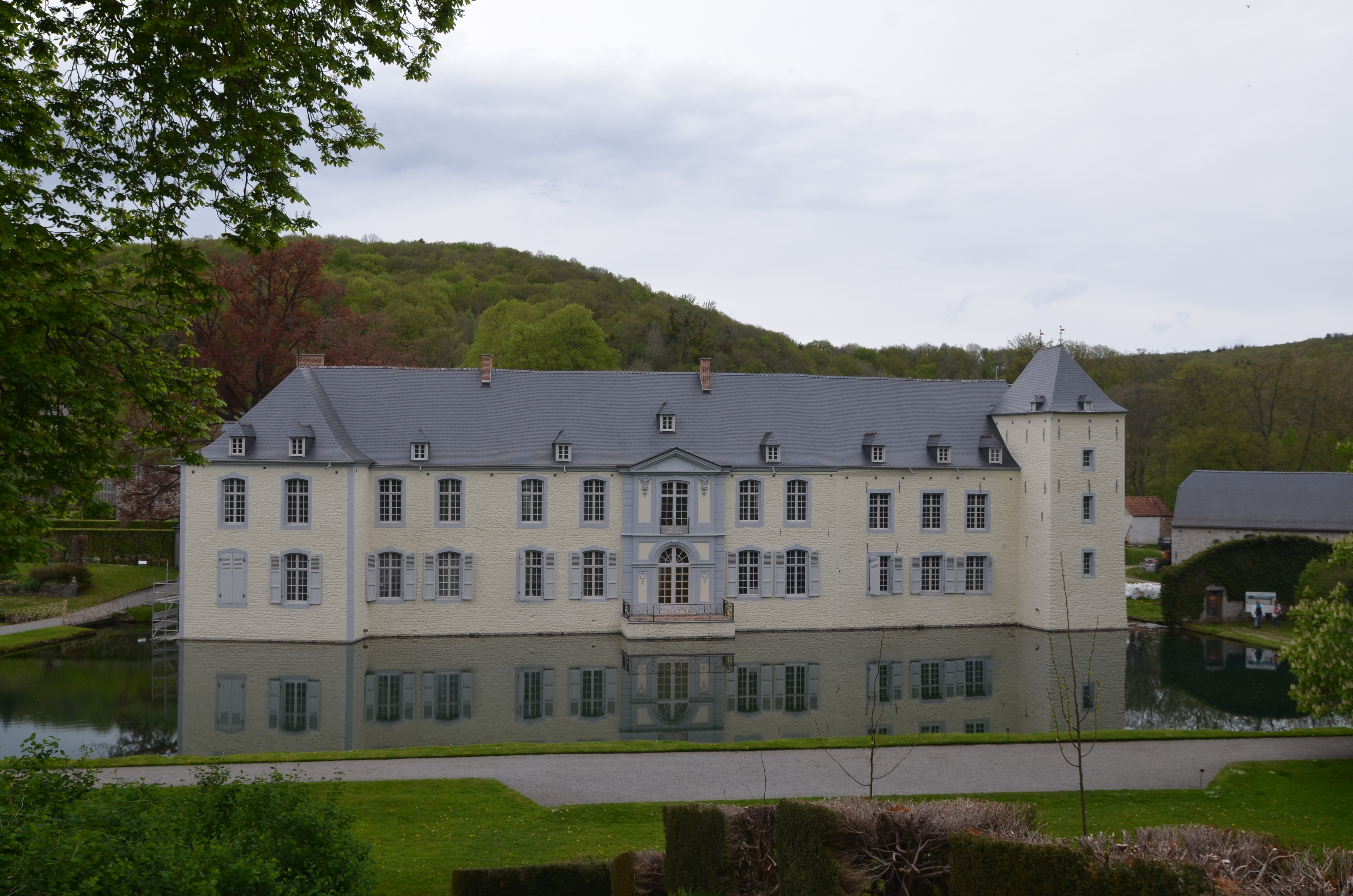
le Château d'Annevoie

En 1691, Jean de Montpellier (1634-1705), maître de forges, acquiert dans le cadre d’une succession dont son épouse Marie de Halloy était cohéritière, un domaine à Annevoie comprenant un château et des forges. Son fils cadet, Jean (1679-1740) agrandit le château d’Annevoie au début du XVIIIe siècle. Le fils aîné de ce dernier, Charles-Alexis (1717-1807) transforma le château et l’embellit considérablement. 

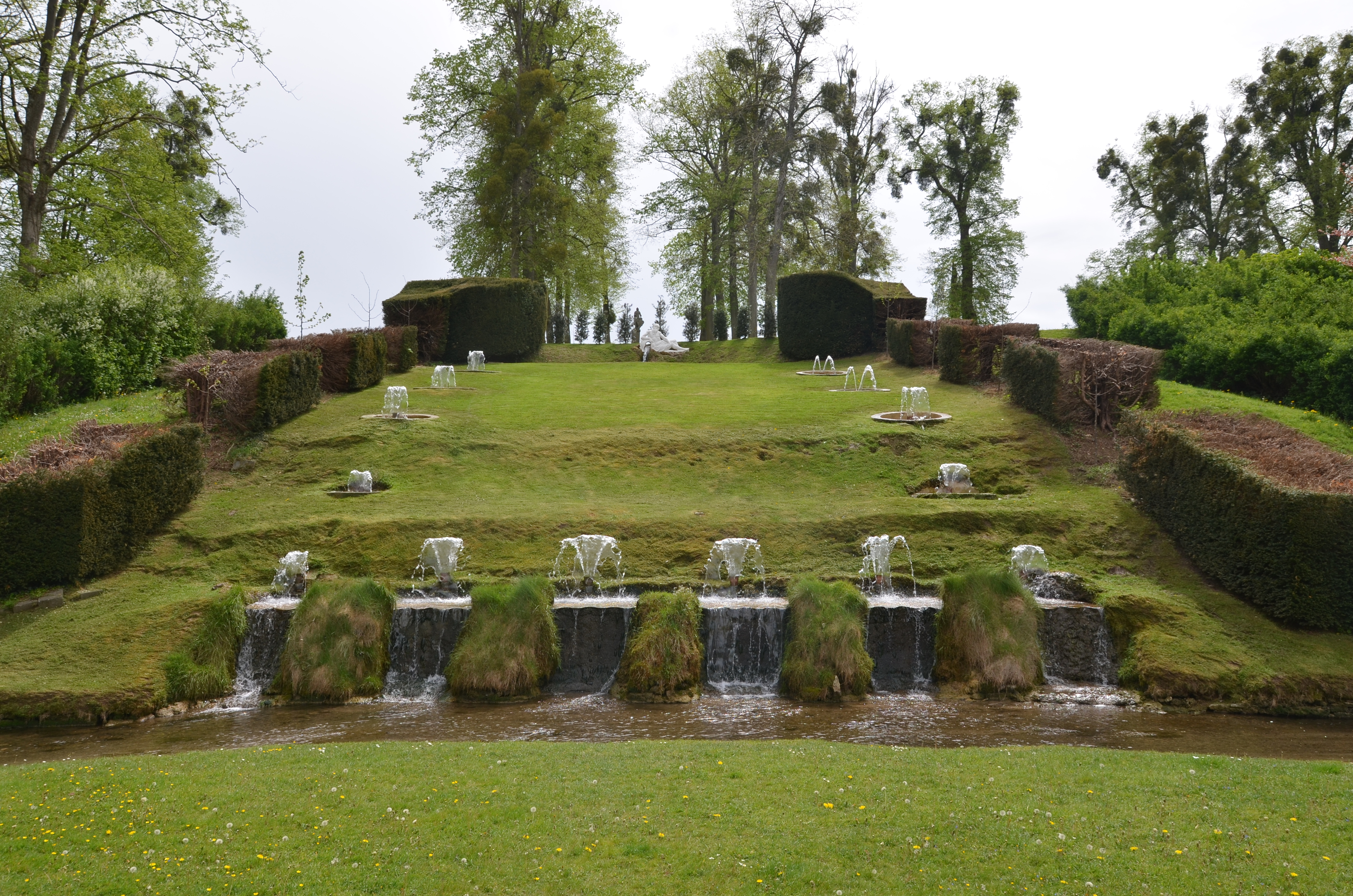
Le buffet d'eau dans le jardin.

Imprégné de la beauté des jardins de Versailles et de Saint-Cloud, il aménagea entre 1758 et 1776 les jardins d’eau d'Annevoie, véritable prouesse technique car la soixantaine de fontaines fonctionne sans aucune machinerie, selon le principe des vases communicants. Renommés dès leur création, les jardins reçurent en 1783 la visite du duc Albert de Saxe-Teschen, lieutenant gouverneur et capitaine général des Pays-Bas et de sa femme l’archiduchesse Marie-Christine, sœur de Joseph II, et en 1789, ces derniers sont accompagnés du comte d’Artois, futur Charles X, fuyant la Révolution. La famille  conserva la propriété jusqu’à la vente du château et des jardins en 2000, et de leur droit d'habitation en 2004. Le domaine est devenu propriété de la Région wallonne en 2004. Depuis 2017, celui-ci est géré par une fondation privée, la Fondation Domaine Historique du Château et des Jardins d’Annevoie, locataire emphytéotique pour une période de 99 ans.

## Noblesse et titres
- 1516 : Dans une copie de 1590 d'une sentence du 14 avril 1516 reconnaissant la qualité d’ « homme de loy et de lignage » à Jean de Fernelmont dit de Longchamps, maistre Jehan de Montpellier est cité parmi dix-sept « hommes de loy et de lignage » du comté de Namur (les hommes de loi et de lignage du comté de Namur, descendants de chevaliers par les femmes en ligne légitime (les enfants illégitimes ne pouvaient transmettre la noblesse à leurs descendants, sauf à être légitimés)[14], jouissaient jusqu'au XVIIe siècle dans le comté de Namur d'un statut social intermédiaire entre la noblesse proprement dite et la roture[24]. Cette condition était de nature précaire et ne subsistait plus après la septième génération si un nouvel apport de sang noble ne venait relever la qualité des descendants. L'homme de loy et de lignage perdait ses prérogatives, s'il cessait de vivre noblement[24]. Les lignages s'éteignirent naturellement au début du XVIIe siècle, compte tenu de la fin des adoubements au XVe siècle. Quoique ayant avec la noblesse certaines affinités, l'appartenance à un lignage n'a jamais constitué une preuve de noblesse (un acte du 2 décembre 1638 statue implicitement que le fait d'appartenir à un lignage n'était pas une preuve de noblesse[48]).
- 1743 : Charles-Alexis de Montpellier et André-Joseph de Montpellier, son frère, furent anoblis par lettres patentes de la reine et future impératrice Marie Thérèse[45].
- 1758 : admission à l'État noble du comté de Namur de Charles-Alexis de Montpellier, bailli de Montaigle.
- 1846 et 1847 : reconnaissances de noblesse par le roi des Belges Léopold Ier
- 1859 : comte romain personnel pour Théodore de Montpellier[49], évêque de Liège et assistant au trône pontifical.
- 1896, 1919 et 1929 : baron par primogéniture masculine (branche de Vedrin)[50].

## Armoiries
- d’or à la fasce de gueules, accompagnée de trois têtes de maures tortillées d’argent[45] (la branche des Montpellier d’Annevoie de Villermont s'est vu concéder en 2019 par le roi Philippe un écartelé Montpellier–Villermont).

Devises : 
- Spes Mea Deus pour la branche de Montpellier d’Annevoie de Villermont
- Nec Mihi Soli pour la branche de Montpellier de Vedrin,
- Omnibus Omnia pour Monseigneur de Montpellier de Vedrin